# Бликле, Антоний Казимеж
Антоний Казимеж Бликле (пол. Antoni Kazimierz Blikle; 4 марта 1844 года, Хелм ― 29 апреля 1912 года, Варшава) ― польский предприниматель. Основатель кондитерской и ресторана «Blikle» в Варшаве. 

## Биография

### Происхождение
Антоний Казимеж Бликле родился в 1844 году. Его отцом был Фридрих Бликле (1798―1848), немец по происхождению, который переехал в Царство Польское из деревни Шкампф швейцарского кантона Граубюнден. По профессии он был скульптором, хотя также занимался обрамлением рамок для картин. Фридрих Бликле (кальвинист) и его супруга Тереза Тойфель (католичка) поженились в Варшаве, в приходе Пресвятой Девы Марии в Варшаве 20 февраля 1835 года. После смерти Фридриха Бликле 20 октября 1848 года) Тереза продолжила управлять его делами. В 1851 году она вышла замуж за Леопольда Станислава Черкавского 25 сентября 1851 года. Умерла 7 апреля 1869 года в Варшаве, была похоронена на Кальвинистском кладбище Варшавы.
Первоначально Фридрих Бликле поселился в Варшаве вместе со своими родителями: Андреем и Анной, затем переехал со всей семьёй в Хелм, где жил и работал до своей смерти в 1844 году.

### Кондитерский бизнес
Мать Антония решила отправить сына учиться профессии. В возрасте 14 лет он поступил в ученики кондитера швейцарца Каспара Семадени в Ломже.
В начале 1860-х годов Бликле приехал в Варшаву, где начал работать старшим кондитером в кондитерской Михальского.
Антоний Бликле основал свою собственную кондитерскую компанию 11 сентября 1869 года, купив уже существовавшую кондитерскую фабрику Михальского. Продукция Бликле быстро приобрёл популярность среди жителей Варшавы, а его ресторан стал частым местом встреч варшавских художников.
Бликле был одним из основателей варшавской кондитерской гильдии и её первым старейшиной. Умер в 1912 году, был похоронен на кладбище Старые Повонзки.
В 1903 году управление кондитерской компанией принял его сын Антоний Веслав Бликле (1873―1934). В 1928 году он передал её уже своему сыну, Ежи Чеславу. Фабрика пострадала во время Второй мировой войны и в 1948 году была перестроена семьёй Бликле. Кондитерская компания «A. Blikle» существует до сих пор и располагается по старому адресу на улице Новы Свят в Варшаве, предлагая широкий ассортимент тортов, пирожных и прочей выпечки.

### Личная жизнь
Антоний Бликле был женат на Марии Гонорате, урождённой Швембергер (21 декабря 1846 года ― 2 июля 1915 года). Их свадьба состоялась в приходе Костёла Преображения Господня в Варшаве 10 (22) января 1870 года.